# Jean Shrimpton
Jean Shrimpton, populärt kallad The Shrimp, född 7 november 1942 i High Wycombe, Buckinghamshire, är en brittisk fotomodell som blev en ikon och ett av modevärldens mest kända ansikten under 1960-talets Swinging London. Hon räknas som en av världens första supermodeller. Hon samarbetade mycket med fotografen David Bailey.
1972 lämnade hon modebranschen och lever numera ett tillbakadraget liv som hotellägare i Penzance, Cornwall.